# Ambacourt
Ambacourt  (/ɑ̃.ba.kuʁ/) est une commune française située dans le département des Vosges, en Lorraine, dans l'actuelle région Grand Est.
Les habitants sont nommés les Ambacurtiens.

## Géographie

### Localisation
Le village se situe à l’extrémité nord du département des Vosges à 4 km de son chef-lieu de canton : Mirecourt.
Le village s’est développé à flanc de coteau sur la rive gauche du Madon.
Le bas du village se situe à une altitude de 259 mètres tandis que le haut culmine à plus de 280 mètres. Cette situation en hauteur permet aux visiteurs de le voir de très loin.

### Hydrographie et les eaux souterraines
Hydrogéologie et climatologie : Système d’information pour la gestion des eaux souterraines du bassin Rhin-Meuse :
Territoire communal : Occupation du sol (Corinne Land Cover); Cours d'eau (BD Carthage),
Géologie : Carte géologique; Coupes géologiques et techniques,
 Hydrogéologie : Masses d'eau souterraine; BD Lisa; Cartes piézométriques.

#### Réseau hydrographique
La commune est située dans le Bassin versant du Rhin au sein du Bassin Rhin-Meuse. Elle est drainée par le Madon, le ruisseau du Xouillon, le ruisseau des Vrayes et le ruisseau le Hainvau,.
Le Madon, d'une longueur totale de 96,9 km, prend sa source dans la commune de Vioménil et se jette  dans la Moselle à Pont-Saint-Vincent, après avoir traversé 47 communes.

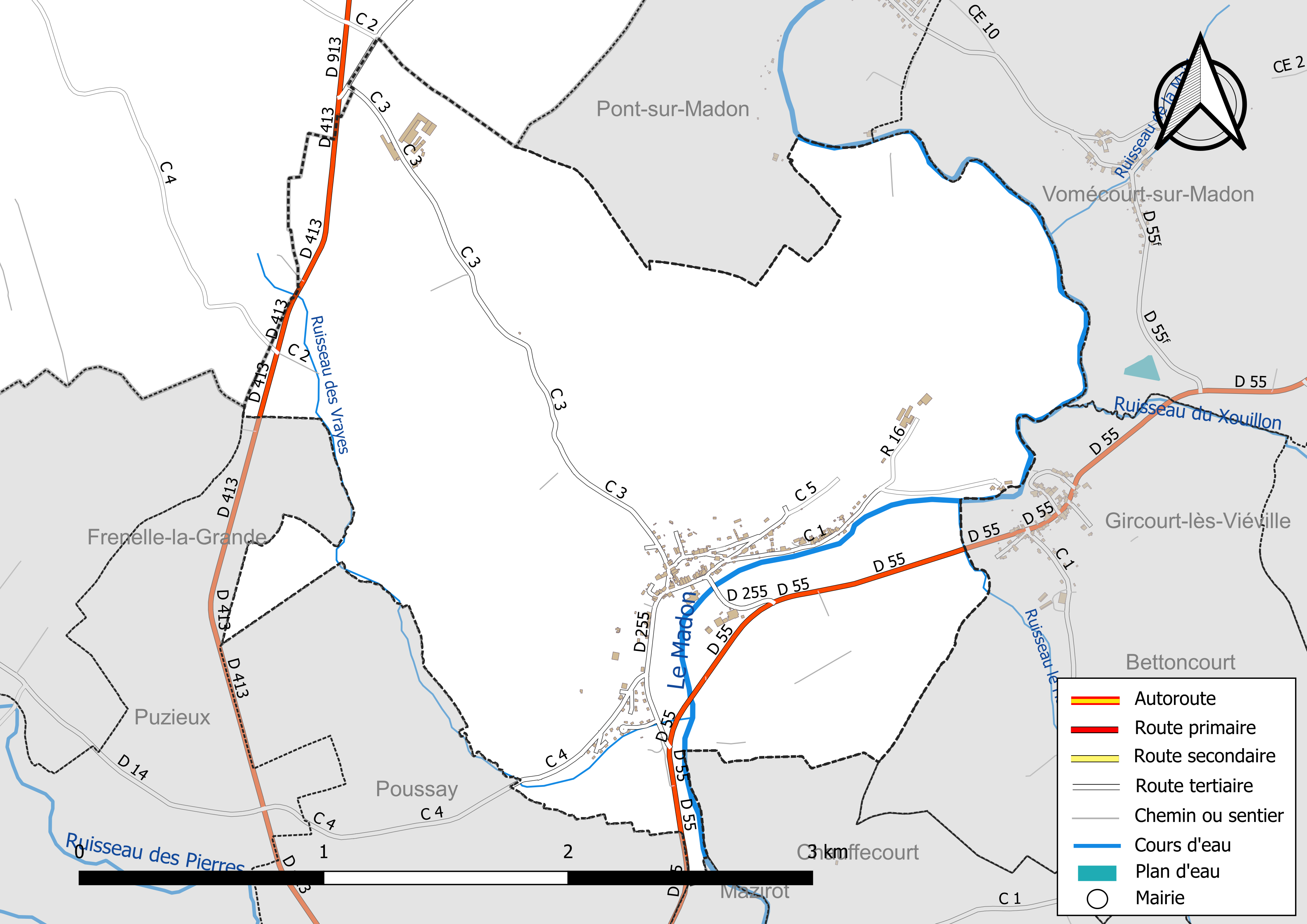
Réseaux hydrographique et routier d'Ambacourt.

#### Gestion et qualité des eaux
Le territoire communal est couvert par le schéma d'aménagement et de gestion des eaux (SAGE) « Nappe des Grès du Trias Inférieur ». Ce document de planification, dont le territoire comprend le périmètre de la zone de répartition des eaux de la nappe des Grès du trias inférieur (GTI), d'une superficie de 1 497 km2,  est en cours d'élaboration. L’objectif poursuivi est de stabiliser les niveaux piézométriques de la nappe des GTI et atteindre l'équilibre entre les prélèvements et la capacité de recharge de la nappe. Il doit être cohérent avec les objectifs de qualité définis dans les SDAGE Rhin-Meuse et Rhône-Méditerranée. La structure porteuse de l'élaboration et de la mise en œuvre est le conseil départemental des Vosges.
La qualité des eaux de baignade et des cours d’eau peut être consultée sur un site dédié géré par les agences de l’eau et l’Agence française pour la biodiversité.

### Climat
Pour des articles plus généraux, voir Climat du Grand Est et Climat des Vosges.
En 2010, le climat de la commune est de type climat des marges montargnardes, selon une étude du Centre national de la recherche scientifique s'appuyant sur une série de données couvrant la période 1971-2000. En 2020, Météo-France publie une typologie des climats de la France métropolitaine dans laquelle la commune est dans une zone de transition entre le climat océanique altéré et le climat océanique altéré et est dans la région climatique Lorraine, plateau de Langres, Morvan, caractérisée par un hiver rude (1,5 °C), des vents modérés et des brouillards fréquents en automne et hiver.
Pour la période 1971-2000, la température annuelle moyenne est de 9,8 °C, avec une amplitude thermique annuelle de 16,9 °C. Le cumul annuel moyen de précipitations est de 896 mm, avec 12,4 jours de précipitations en janvier et 9,9 jours en juillet. Pour la période 1991-2020, la température moyenne annuelle observée sur la station météorologique de Météo-France la plus proche, « Mirecourt-inra », sur la commune de Mirecourt à 5 km à vol d'oiseau, est de 10,4 °C et le cumul annuel moyen de précipitations est de 824,3 mm. 
La température maximale relevée sur cette station est de 39,5 °C, atteinte le 25 juillet 2019 ; la température minimale est de −19,5 °C, atteinte le 20 décembre 2009,,.
Les paramètres climatiques de la commune ont été estimés pour le milieu du siècle (2041-2070) selon différents scénarios d'émission de gaz à effet de serre à partir des nouvelles projections climatiques de référence DRIAS-2020. Ils sont consultables sur un site dédié publié par Météo-France en novembre 2022.

## Urbanisme

### Typologie
Au 1er janvier 2024, Ambacourt est catégorisée commune rurale à habitat dispersé, selon la nouvelle grille communale de densité à sept niveaux définie par l'Insee en 2022.
Elle est située hors unité urbaine. Par ailleurs la commune fait partie de l'aire d'attraction de Nancy, dont elle est une commune de la couronne,. Cette aire, qui regroupe 353 communes, est catégorisée dans les aires de 200 000 à moins de 700 000 habitants,.

### Occupation des sols
L'occupation des sols de la commune, telle qu'elle ressort de la base de données européenne d’occupation biophysique des sols Corine Land Cover (CLC), est marquée par l'importance des territoires agricoles (71,6 % en 2018), une proportion identique à celle de 1990 (71,6 %). La répartition détaillée en 2018 est la suivante : 
prairies (42,5 %), forêts (22,9 %), terres arables (18,8 %), zones urbanisées (5,4 %), zones agricoles hétérogènes (5,2 %), cultures permanentes (5,1 %). L'évolution de l’occupation des sols de la commune et de ses infrastructures peut être observée sur les différentes représentations cartographiques du territoire : la carte de Cassini (XVIIIe siècle), la carte d'état-major (1820-1866) et les cartes ou photos aériennes de l'IGN pour la période actuelle (1950 à aujourd'hui).

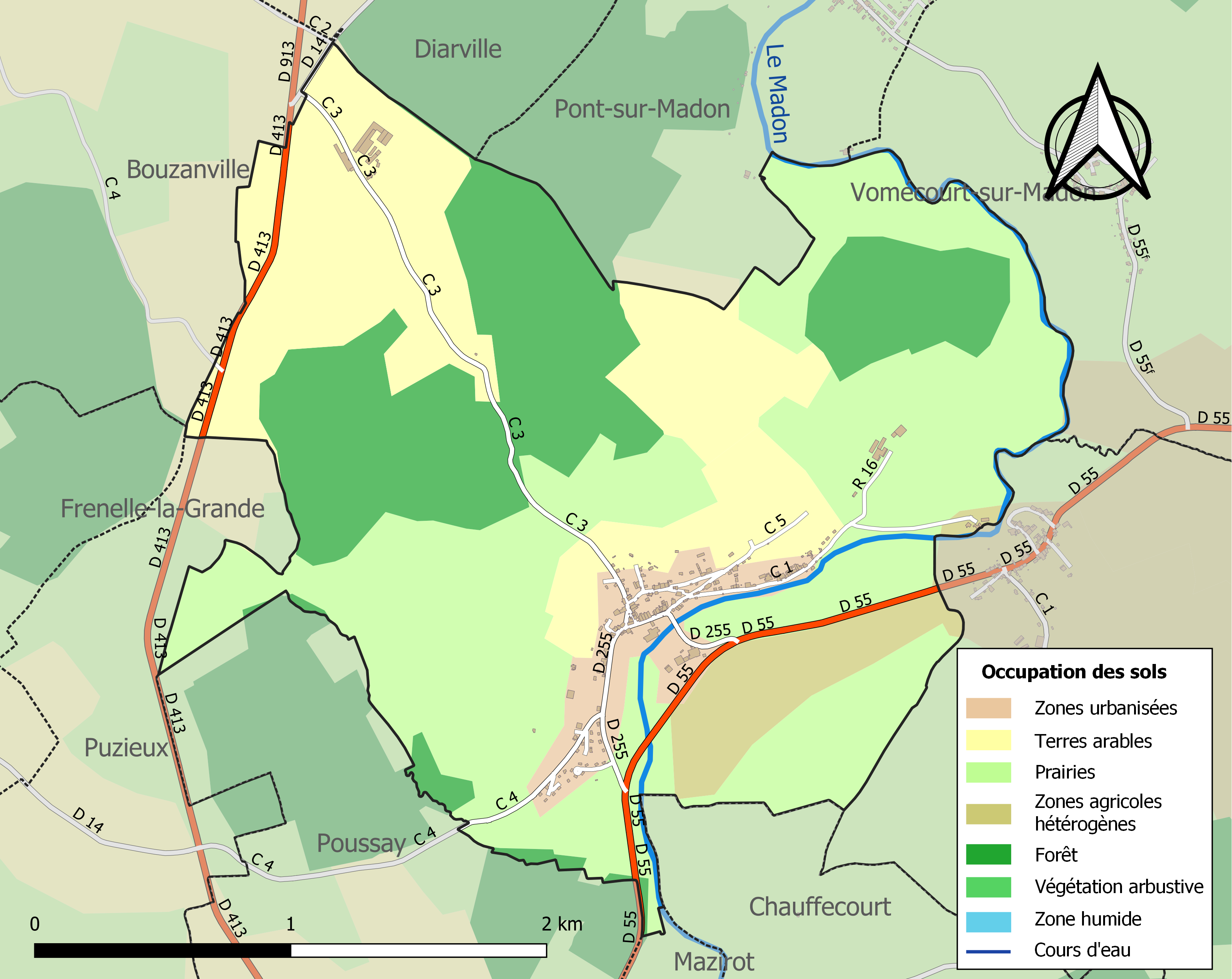
Carte des infrastructures et de l'occupation des sols de la commune en 2018 (CLC).

### Voies de communications et transports

#### Voies routières
- Autoroute A31 : Échangeur Châtenois.

#### Transports en commun

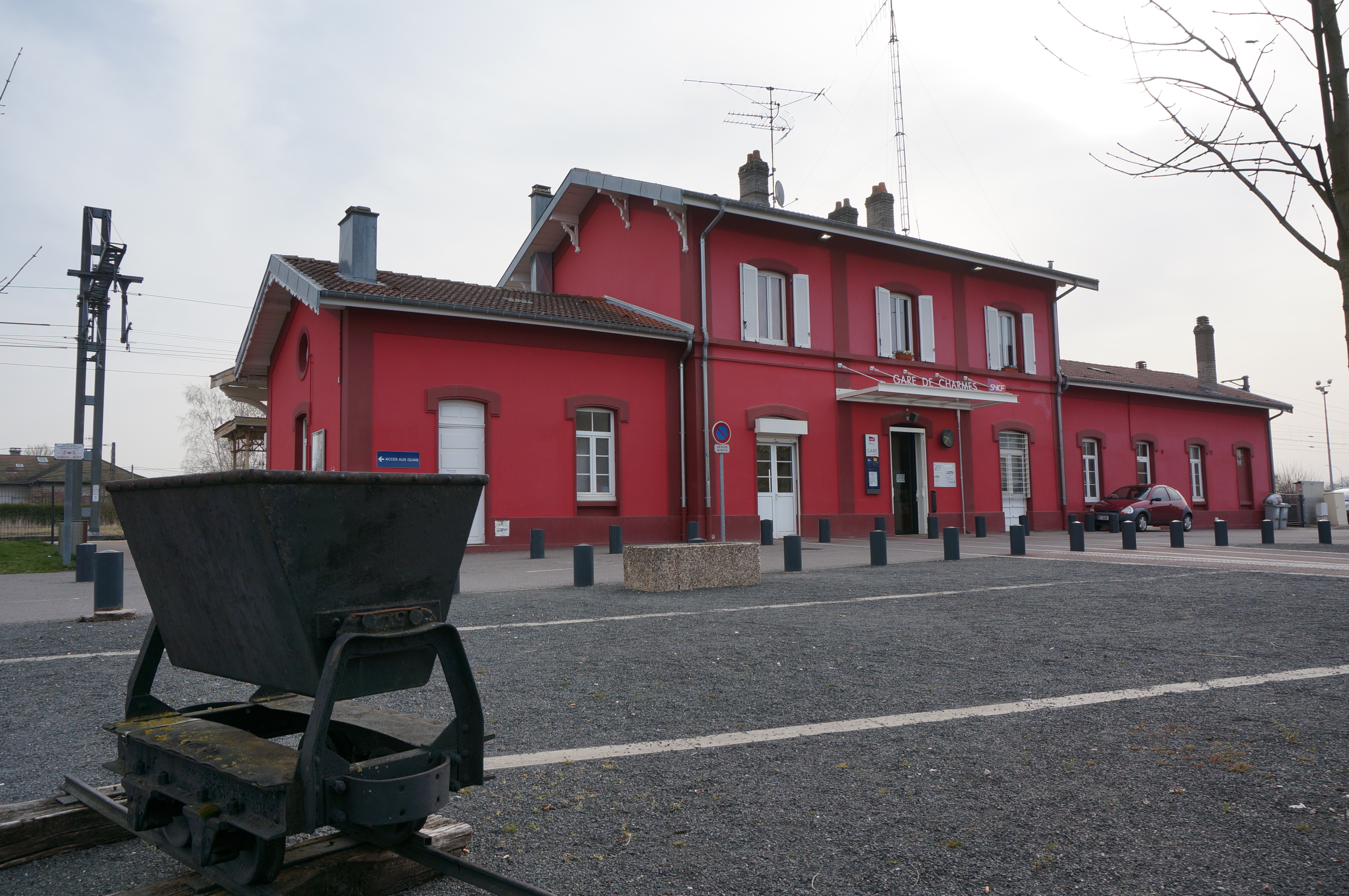
Gare de Charmes.

- Fluo Grand Est.

#### Lignes SNCF
- Gare de Contrexéville
- Gare de Charmes
- Gare de Châtel - Nomexy
- Gare de Thaon

#### Transports aériens
- Aéroport d'Épinal-Mirecourt « Vosges Aéroport ».

À partir de l'été 2021, l’aéroport d’Épinal-Mirecourt devient le pélicandrome de la Zone Est et servira ainsi de base de ravitaillement et d’intervention pour les avions bombardiers d’eau Q Series ou de Havilland Canada DHC-8, aussi connu sous le nom de Dash 8.

## Toponymie
Ad Humbert curtem (1051) ; Eccl. de Ymberti curtie (1119) ; De Ymbercurte (1122) ; Imbericurt (1123) ; Allodium Imberticuriæ (1148) ; Imbecurt (1187) ; Embercourt, Ymbercort, (1224) ; Enbercour (1248) ; Embaycourt, Embercourt (1327) ; Embaycourt (1597) ; Ambaicourt 1656) ; Ambacourt (1711).

## Histoire
- L'histoire d’Ambacourt débute dans l’Antiquité. La présence humaine est attestée par des tumuli datant de 1 000 à 500 ans av. J.-C. répartis dans les bois avoisinants. Les Romains étaient également présents sur le site mais les vestiges de cette époque sont rares, à peine quelques pièces de monnaie.
- C’est en 1119, dans une bulle du pape Calixte II, que l’on trouve pour la première fois le nom de Ymbercurte. On y apprend que le village est à l’abbaye de Chaumousey. L'étymologie pourrait être Humbert curtem du nom d'homme germanique Humbert et du latin cortem (domaine).
- En 1390, une bataille opposa les seigneurs bourguignons et le duc de Lorraine.
- Comme dans toute la région, Ambacourt subit les ravages des Suédois lors de la Guerre de Trente Ans ; en 1638, le meunier reste l’unique occupant du village.
- Village de l’ancien duché de Lorraine, c’est en 1594 qu’il est rattaché au bailliage des Vosges. Il dépend d’abord de la prévôté de Mirecourt et Remoncourt pour passer en 1751 au bailliage de Mirecourt. En 1790, il devient commune du canton de Charmes pour terminer en 1832 dans le canton de Mirecourt.

## Politique et administration

### Découpage territorial
Par arrêté préfectoral du 15 septembre 2023, la commune est retirée le 1er janvier 2024 de l'arrondissement d'Épinal et rattachée à l'arrondissement de Neufchâteau.

### Liste des maires
| Période                                  | Période                   | Identité                                    | Étiquette | Qualité         |
| ---------------------------------------- | ------------------------- | ------------------------------------------- | --------- | --------------- |
| Les données manquantes sont à compléter. |                           |                                             |           |                 |
|                                          | mars 1983                 | Paul Gérard                                 |           | Ancien minotier |
| mars 1983                                | mars 2001                 | Paul Bastien (1934-2021)                    |           | Agriculteur     |
| mars 2001                                | En cours (au 25 mai 2020) | André Oswald Réélu pour le mandat 2020-2026 | DVD       | Retraité        |

### Budget et fiscalité 2022

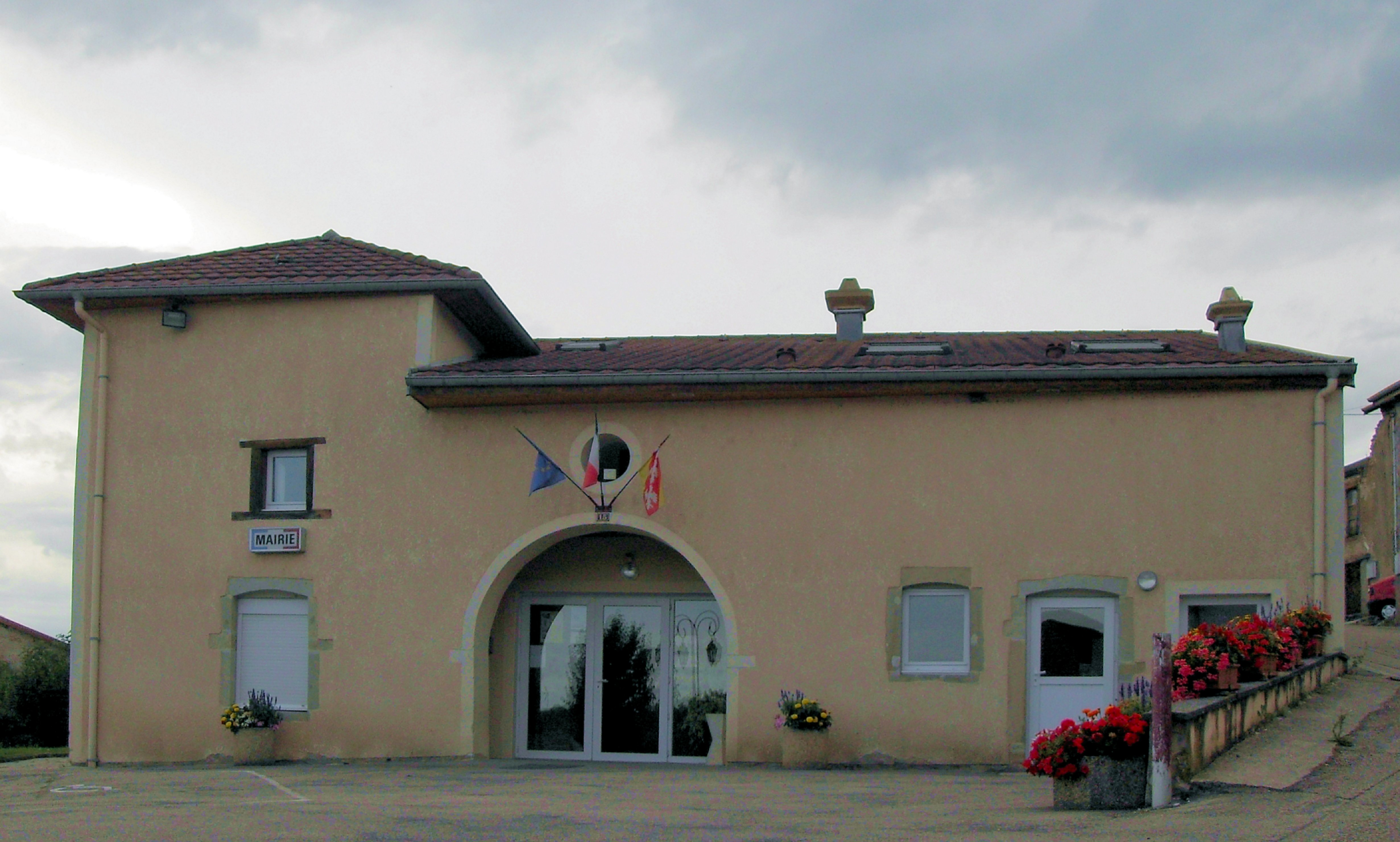
La mairie d'Ambacourt.

En 2022, le budget de la commune était constitué ainsi :
- total des produits de fonctionnement : 103 000 €, soit 1 375 € par habitant ;
- total des charges de fonctionnement : 51 000 €, soit 673 € par habitant ;
- total des ressources d'investissement : 129 000 €, soit 1 726 € par habitant ;
- total des emplois d'investissement : 6 000 €, soit 76 € par habitant ;
- endettement : 0 €, soit 7 € par habitant.

Avec les taux de fiscalité suivants :
- taxe d'habitation : 28,04 % ;
- taxe foncière sur les propriétés bâties : 46,10 % ;
- taxe foncière sur les propriétés non bâties : 28,03 % ;
- taxe additionnelle à la taxe foncière sur les propriétés non bâties : 0,00 % ;
- cotisation foncière des entreprises : 0,00 %.

Chiffres clés Revenus et pauvreté des ménages en 2021 : médiane en 2021 du revenu disponible, par unité de consommation : 23 500 €.

## Population et société

### Démographie

#### Évolution démographique
L'évolution du nombre d'habitants est connue à travers les recensements de la population effectués dans la commune depuis 1793. Pour les communes de moins de 10 000 habitants, une enquête de recensement portant sur toute la population est réalisée tous les cinq ans, les populations de référence des années intermédiaires étant quant à elles estimées par interpolation ou extrapolation. Pour la commune, le premier recensement exhaustif entrant dans le cadre du nouveau dispositif a été réalisé en 2008.

En 2022, la commune comptait 290 habitants, en évolution de −4,92 % par rapport à 2016 (Vosges : −2,96 %, France hors Mayotte : +2,11 %).
| 1793 | 1800 | 1806 | 1821 | 1831 | 1836 | 1841 | 1846 | 1856 |
| ---- | ---- | ---- | ---- | ---- | ---- | ---- | ---- | ---- |
| 257  | 282  | 314  | 351  | 359  | 361  | 359  | 376  | 340  |

| 1861 | 1866 | 1876 | 1881 | 1886 | 1891 | 1896 | 1901 | 1906 |
| ---- | ---- | ---- | ---- | ---- | ---- | ---- | ---- | ---- |
| 360  | 369  | 345  | 311  | 327  | 312  | 283  | 285  | 291  |

| 1911 | 1921 | 1926 | 1931 | 1936 | 1946 | 1954 | 1962 | 1968 |
| ---- | ---- | ---- | ---- | ---- | ---- | ---- | ---- | ---- |
| 270  | 228  | 217  | 221  | 232  | 210  | 197  | 189  | 185  |

| 1975 | 1982 | 1990 | 1999 | 2006 | 2008 | 2013 | 2018 | 2022 |
| ---- | ---- | ---- | ---- | ---- | ---- | ---- | ---- | ---- |
| 177  | 215  | 275  | 277  | 274  | 273  | 302  | 290  | 290  |

### Enseignement
Établissements d'enseignements : 
- Écoles maternelles et primaires à Poussay, Diarville, Mirecourt, Savigny.
- Collèges à Mirecourt, Charmes, Dompaire, Vézelise, Bayon.
- Lycées à Mirecourt, Thaon-les-Vosges, Mandres-sur-Vair, Harol.

### Santé
Professionnels et établissements de santé :
- Médecins à Mirecourt, Diarville, Mattaincourt, Charmes, Tantonville, Haroué.
- Pharmacies à Mirecourt, Diarville, Mattaincourt, Charmes, Haroué, Vincey, Portieux, Remoncourt.
- Hôpitaux à Mirecourt, Mattaincourt, Charmes, Ville-sur-Illon.

### Cultes
- Culte catholique, Paroisse Saint-Pierre-Fourier[29], Diocèse de Saint-Dié.

## Économie

### Entreprises et commerces

#### Agriculture
- Culture et élevage associés.
- Élevage de vaches laitières.
- Élevage d'autres bovins et de buffles.
- Élevage de chevaux et d'autres équidés.
- Exploitation forestière.

#### Tourisme
- Hébergements et restauration à Mirecourt, Rugney, Rouvres-en-Xaintoix, Vincey, Goviler.

#### Commerces
- Commerces et services de proximité.

## Culture locale et patrimoine

### Lieux et monuments

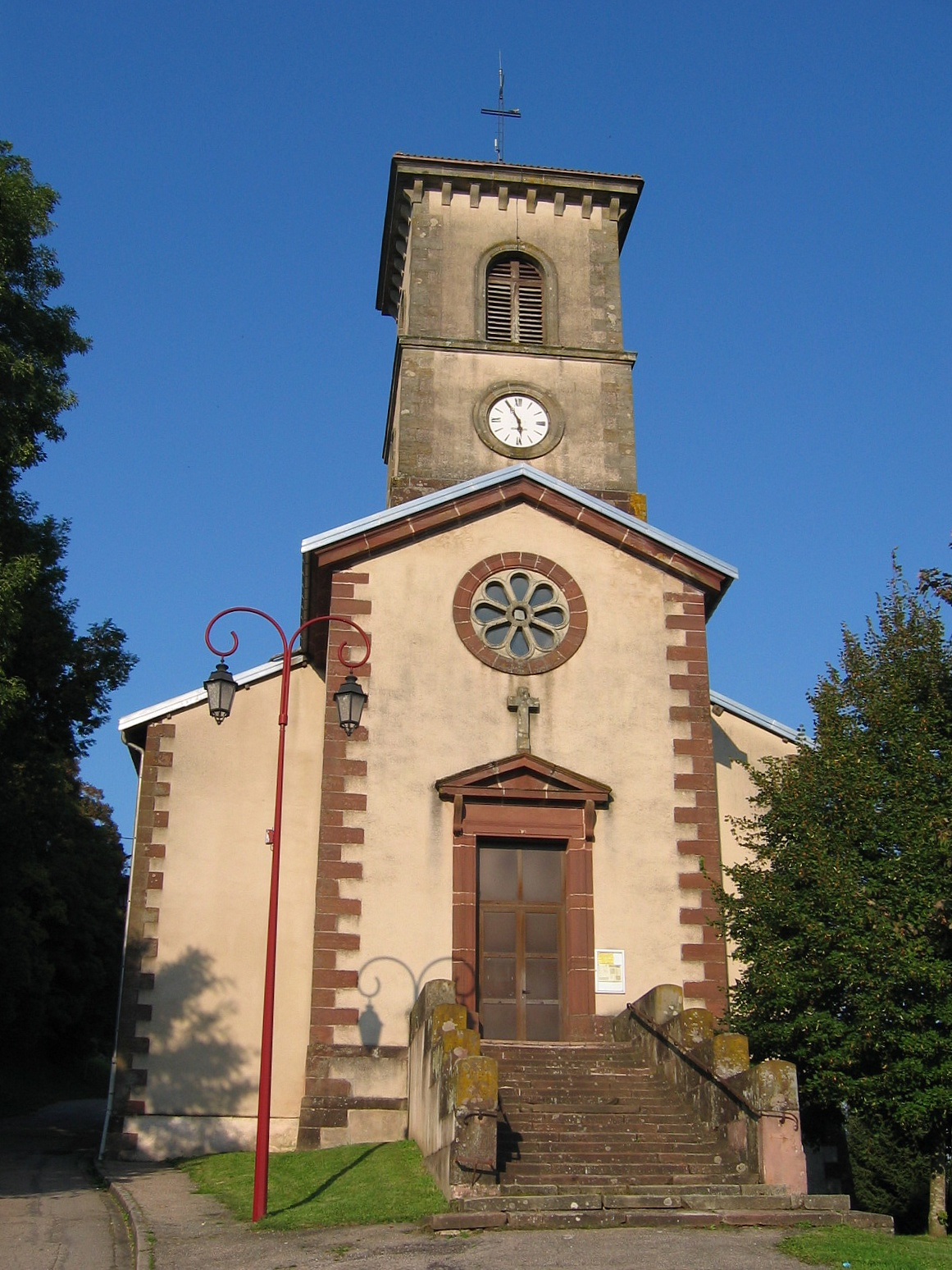
Église Saint-Pierre.
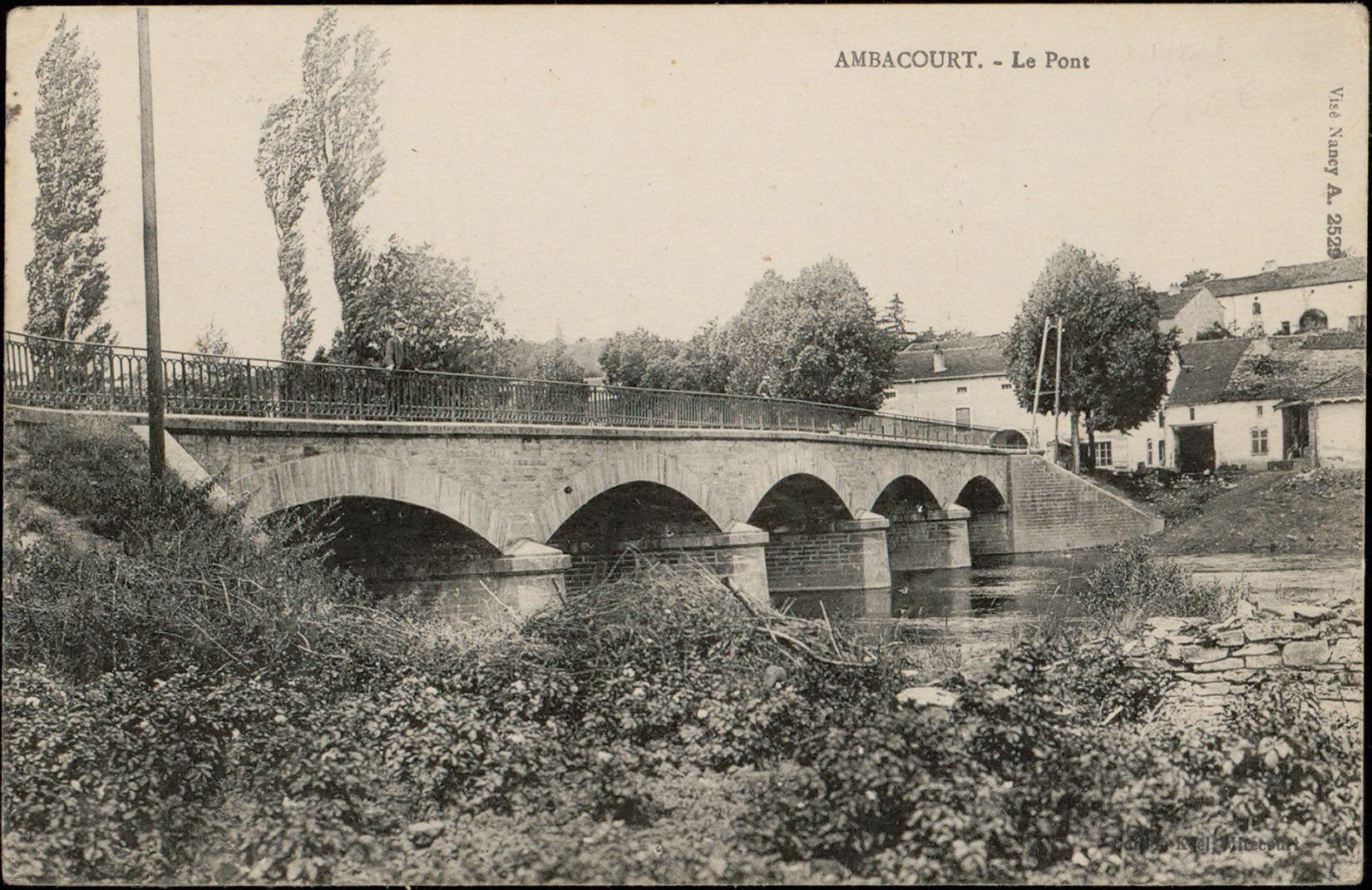
Carte postale n°2529, représentant le pont d'Ambacourt passant sur la rivière le Madon, entre 1880 et 1945.

- L’église actuelle a été édifiée en 1842[30], et le maître-autel est classé au titre des objets mobiliers[31] (Loi du 31 décembre 1913 sur les monuments historiques)[32].
- Le bâti ancien du XIXe siècle est encore bien présent.

Maisons traditionnelles lorraines, anciens lavoirs et fontaines agrémentent le village.
- Monument aux morts 1914-1918[34].

### Personnalités liées à la commune
- François Chopin, grand-père paternel de Frédéric Chopin, y est né en 1738[35].
- Pierre Parisot[36].

### Héraldique
| Blason de Ambacourt | Blason  | D'azur à la tête d'ours arrachée d'or, accompagnée en chef d'une croix pattée d'argent à dextre et d'une rose du même pointée de gueules à senestre. |
| Blason de Ambacourt | Détails | Armoiries composées par B. Georgin, et mises à la disposition de la commune en mars 2016.                                                            |

## Pour approfondir